# John Parrott
John Parrott MBE (ur. 11 maja 1964 w Liverpoolu) – angielski snookerzysta. Plasuje się na 42. miejscu pod względem zdobytych setek w profesjonalnych turniejach, ma ich łącznie 221.

## Kariera zawodowa
Występuje jako zawodowiec od 1983. Wygrał w karierze 9 turniejów rankingowych (ostatni w 1996), w 2000 razem z Ronniem O’Sullivanem, Jimmym White'em i Stephenem Lee zdobył jako reprezentant Anglii Puchar Narodów.
Dwukrotnie wystąpił w finale mistrzostw świata. W 1989 był tłem dla Steve’a Davisa, któremu uległ 3:18. Znacznie lepiej poradził sobie dwa lata później; w 1991 pokonał „wiecznie drugiego” White’a 18:11 i zdobył swój jedyny tytuł mistrza świata. Jako jedyny w historii MŚ wygrał 10:0 w pierwszej rundzie w roku 1991 w meczu z Eddiem Charltonem.
W 1996 roku został odznaczony Orderem Imperium Brytyjskiego.
W 2010 roku zapowiedział swoje odejście z profesjonalnego snookera. Po 2 latach powrócił w kwalifikacjach do mistrzostw świata w 2012 roku, ale odpadł w pierwszej rundzie kwalifikacji.

## Statystyka zwycięstw

### Zwycięstwa w turniejach rankingowych
- European Open (1989, 1990, 1996)
- Mistrzostwa świata (1991)
- Dubai Duty Free Classic (1991, 1992)
- UK Championship (1991)
- International (1994)
- Thailand Classic (1995)

### Zwycięstwa w turniejach nierankingowych
- Pontins Professional (1988)
- Norwich Union European Grand Prix (1990)
- Humo Masters (1990)
- Malta Grand Prix (1994)
- German Masters (1998)

### Zwycięstwa w turniejach drużynowych
- Puchar Narodów (2000)

### Zwycięstwa w turniejach amatorskich
- Pontins Open (1982)
- Junior Pot Black (1982,1983)